# Senor's Silver Buckle
Senor's Silver Buckle è un cortometraggio muto del 1915 diretto da Henry Otto e interpretato da Edward Coxen e Winifred Greenwood.

## Produzione
Il film fu prodotto dall'American Film Manufacturing Company.

## Distribuzione
Distribuito dalla Mutual Film, il - un cortometraggio in due bobine - film uscì nelle sale cinematografiche USA il 13 settembre 1915.